# Tarvainiai (stacja kolejowa)
Tarvainiai (ros. Тарвайняй) – stacja kolejowa w pobliżu miejscowości Tarvainiai, w rejonie płungiańskim, w okręgu telszańskim, na Litwie. Położona jest na linii Szawle – Kretynga.

## Historia
Stacja została otwarta w okresie międzywojennym.